# Livro da Interpretação dos Sonhos
O Livro da interpretação dos sonhos (Tafsirul Ahlam al-Kabir) é um livro islâmico com 59 capítulos escrito por Ibn Sirin, que reúne diversos hadiths da coleção islâmica de atos e ações do profeta Maomé.[carece de fontes?]